# Alexandru Athanasiu
Alexandru Athanasiu (* 1. Januar 1955 in Bukarest) ist ein rumänischer Politiker und Jurist.

## Werdegang
Athanasiu studierte bis 1978 Rechtswissenschaften an der Universität Bukarest, war dann von 1978 bis 1982 Richter und anschließend bis 1990 Universitätsassistent. 1989 erhielt er seinen Doktor der Rechtswissenschaften. Nachdem Athanasiu 1990 bis 1999 Dozent an der Universität Bukarest war, wurde er 1999 Universitätsprofessor.
Seit 1993 ist Athanasiu Vorsitzender der Rumänischen Gesellschaft für Arbeitsrecht.
Vom 13. bis zum 22. Dezember 1999 war Athanasiu kommissarischer Ministerpräsident von Rumänien, nachdem er zuvor zwischen 1996 und 1999 das Amt des Ministers für Arbeit innehatte. Seit 2000 gehört er dem rumänischen Senat an und war von 2003 bis 2004 Minister für Bildung und Forschung.
Im Zuge der Aufnahme Rumäniens in die Europäische Union war er seit vom 1. Januar bis zum 9. Dezember 2007 für die Partidul Social Democrat Mitglied des Europäischen Parlaments und gehörte dort der Sozialdemokratischen Fraktion im Europäischen Parlament an.

## Ehrungen
Athanasiu ist Ritter des Ordens Stern von Rumänien.

## Posten als MdEP
- Mitglied im Ausschuss für Beschäftigung und soziale Angelegenheiten
- Mitglied in der Delegation für die Beziehungen zu Australien und Neuseeland
- Stellvertreter im Ausschuss für Kultur und Bildung
- Stellvertreter in der Delegation für die Beziehungen zu der Schweiz, Island und Norwegen sowie zum Gemischten Parlamentarischen Ausschuss Europäischer Wirtschaftsraum (EWR)